# Нищая страна
«Нищая страна» — шестой EP российской панк-группы «Порнофильмы», выпущенный лейблом «Союз Мьюзик» 24 сентября 2013 года.

## Создание альбома
Изначально в альбом планировалось включить ещё две песни «Вся жизнь ни о чем» и «Сумасшедший дом, привет!». К первой песне не смогли подобрать нужную тональность и в итоге решили от неё отказаться, а от второй песни решили отказаться, из-за того, что она выделялась от всего альбома по стилистике, тексту и настроению. Сейчас обе песни доступны в интернете в виде акустических.

В интервью интернет журналу muz-flame.ru Владимир Котляров так говорит о посыле песни «Нищая страна»:
Я работал на пищевом комбинате, мы упаковывали джемы и кетчупы для «Макдоналдсов» в порционные баночки. В обеденный перерыв вся смена собиралась и обсуждала новости. И вот они обсуждают новость о том, как в Питере местные чиновники распилили миллиард бюджетных рублей. Мат-перемат. Рабочие кричат: «Воры! Совсем уже потеряли совесть!» А мастер сказал: «Ну на самом деле, если б я был на их месте, я бы тоже украл». Все помолчали и сказали: «Ну да, мы бы, наверное, тоже». Главное — урвать кусок и ни за что не отвечать, так думает большинство населения. Общество эгоистов. Меня это возмутило, и я написал песню от лица этих людей.
«Мы не хотим перемен! Мы не хотим ничего менять! Мы живём в руинах, которые остались от когда-то великой Империи Советского Союза! Мы не хотим ничего строить! Не хотим ничего улучшать! Не хотим даже завалы разгребать! Хотим получать просто зарплату, аванс, ни за что не отвечать, как можно меньше работать и как можно жирнее жить!» Вот с таким менталитетом ничего не будет. Также будут страну распиливать и разворовывать. И также все будут жить в дерьме. Пока люди не захотят жить лучше и не начнут с себя. Не надо выходить на площадь и устраивать революцию! Это не поможет. Надо строить революцию в своей голове. Главное, чтобы больше людей пропагандировали такие идеи.

## Список композиций
| №                   | Название               | Длительность |
| ------------------- | ---------------------- | ------------ |
| 1.                  | «Крутись!»             | 2:12         |
| 2.                  | «Нищая страна»         | 2:59         |
| 3.                  | «Безымянный день»      | 2:11         |
| 4.                  | «Отъебитесь от детей!» | 3:03         |
| 5.                  | «Мы никому не нужны»   | 2:10         |
| 6.                  | «Страна глухих»        | 2:10         |
| 7.                  | «Нищета»               | 1:41         |
| 8.                  | «Как у всех»           | 2:21         |
| Общая длительность: | Общая длительность:    | 18:40        |